# Paul Eber
Paul Eber (Kitzingen, 8 de noviembre de 1511 - Wittenberg, 10 de diciembre de 1569) fue un teólogo, compositor de himnos, historiador y reformador alemán. Fue profesor de teología, hebreo, latín y del Antiguo Testamento de la Universidad de Wittenberg. Fue un discípulo fiel de Felipe Melanchthon y representó una doctrina luterana suave. Así pudo mediar pacíficamente en las disputas de los teólogos protestantes de su tiempo (especialmente sobre la cuestión de la Cena del Señor).

## Publicaciones

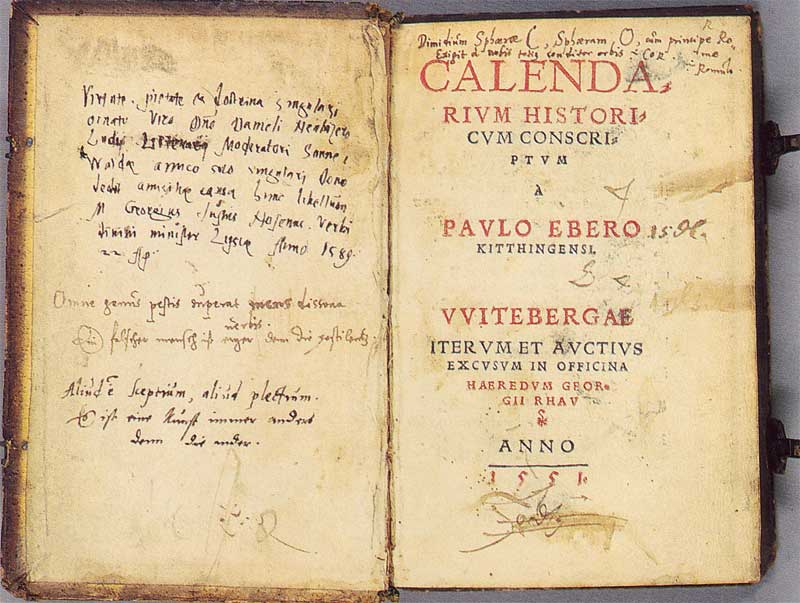
Calendario Histórico de Paul Eber, 1551

### Manuscritos
- „Contexta populi Judaici historia a reditu ex Babylonico exilio usque ad ultimum excidium Hierosolymae“, Wittenberg 1548* „Calendarium historicum“, Wittenberg 1550 (fue traducido al francés y el alemán);
- „Evangeliorum dominicalium explicatio“, herausgegeben von Johann Cellarius, Frankfurt 1576 (deutsche Ausgabe, Frankfurt 1578);
- „Katechismuspredigten“, herausgegeben von Theophilus Feurelius, Nurenberg 1577;
- „Vom heiligen Sakrament des Leibs u. Bluts unseres Herrn Jesu Christi“, Wittenberg 1562;
- „Pia assertio de coena domini“, Wittenberg 1563;
- „Biblia germánico-latina“, als Mitarbeiter in Wittenberg 1565;
- „Briefe im Ccrp.Ref. 3-9“ befinden sich in Staatsbibl. München u. Forschungsbibl. Gotha
- „Biblia Germánico-Latina“, Wittenberg 1565, de las Alte Testament für de las großy Bibelwerk der im Auftrag des Kurfürsten August von Sachsen mit Georg Inspector
- „Pia assertio de coena domini“, 1563.
- „Erklärung der Definition oder Beschreibung Gottes“ editor: Mattheus Inspector 1588
- „Schriften über die Abendmahlsfrage“
- „Psalterium cum argumentis“ 1563

### Himnos
- „Helft mir Gottes Güte preisen“
- „Herr Jesu Christ wahr'r Mensch und Gott“
- „Wenn wir in höchsten Nöten sind“
- „Herr Gott Dich loben wir“
- „In Jesu Wunden schlaf ich ein“
- „Zwei Ding, oh Herr bitt ich Dir“